# Sennik współczesny
Sennik współczesny – powieść Tadeusza Konwickiego opublikowana w 1963 roku. Książka cieszyła się dużą popularnością wśród czytelników i uznaniem krytyków – zdobyła Nagrodę im. Kościelskich, a także czytelniczą nagrodę „Dziennika Ludowego” „Złoty Kłos” w 1972. Stała się także podstawą wystawionego w 1971 roku przez krakowski Teatr STU spektaklu Sennik polski. Powieść została przełożona na inne języki, przedmowę do wydania amerykańskiego napisał Leszek Kołakowski.

## Opis fabuły
Akcja powieści składa się z wydarzeń teraźniejszych dla bohatera i dziewięciu epizodów z przeszłości, które przypomina sobie główny bohater. 

### Teraźniejszość
Akcja powieści dzieje się 17 lat po wojnie w małej miejscowości zamieszkanej głównie przez przesiedleńców. Na początku Paweł, główny bohater powieści, budzi się po nieudanej próbie samobójczej, spowodowanej poczuciem winy za zabójstwo dokonane w swojej partyzanckiej przeszłości. Na co dzień pracuje jako robotnik na kolei, we wsi jest obcy, większość osób traktuje go nieufnie. Paweł zakochuje się bez wzajemności w Justynie, żonie miejscowego sekciarza, Józefa Cara (przypominającego Pawłowi nauczyciela, którego nie mógł uratować w czasie wojny). Obserwuje też jak nawiązuje się romans pomiędzy Partyzantem i Reginą i jak związek ten potem się rozpada. Paweł udaje się również do lasu, aby odszukać swojego dawnego towarzysza z czasów partyzanckich, Korwina. Próba ta okazuje się nieudana. Tymczasem do miejscowości przybywają robotnicy, aby budować tamę. Mieszkańcy obawiają się, że jej ukończenie spowoduje zalanie wioski, a oni sami zostaną po raz kolejny w życiu przesiedleni. Kiedy zostaje tam doprowadzone odgałęzienie kolejowe, Paweł nie ma już powodu zostawać w tym miejscu. Postanawia wyjechać pierwszym pociągiem i namawia usilnie Justynę, żeby udała się wraz z nim. Jest przekonany, że dziewczyna to zrobi, ale na dworcu przekonuje się o swojej pomyłce – Justyna zostaje. Bohater odjeżdża, mając wrażenie, że budzi się z głębokiego snu.

### Epizody z przeszłości
Wydarzenia teraźniejsze wywołują wspomnienia Pawła, na które składa się dziewięć epizodów.
- (VIII) Paweł zdaje egzaminy do gimnazjum. Czuje się obco – traci w ten sposób swoich pozostających w domu kolegów, którzy traktują go jak zdrajcę, natomiast nie zyskuje akceptacji chłopców z gimnazjum. Zostaje przez nich pobity i wyśmiany. Ratuje go nauczyciel. Paweł mści się na chłopcach po zakończeniu egzaminu.
- (V) Podczas okupacji Paweł policzkuje na ulicy niemieckiego oficera, za co zostaje skazany na trzy miesiące aresztu. Po wyjściu z więzienia wstępuje do partyzanckiego oddziału Orkana. W czasie pierwszej akcji zabija przypadkowo Pyzia, młodego kolegę z oddziału. Próbując odkupić swoją winę, w pojedynkę atakuje obóz niemiecki, wrzucając granaty do łaźni.
- (VII) Bohater nosi w oddziale przezwisko „Stary”. Dokonuje samowolnego ataku na niemiecki pociąg.
- (IX) Za nieuzgodnioną z dowództwem akcję Paweł zostaje wyrzucony z oddziału partyzanckiego. Dociera do wsi, gdzie staje się obiektem nagonki miejscowych chłopów.
- (II) W Wilnie szaulisi dokonują nocnych aresztowań. Paweł próbuje ostrzec miejscowego nauczyciela (tego samego, który wcześniej obronił go przed chłopcami z gimnazjum). Jednak mężczyźnie nie udaje się uciec, natomiast nieudolna pomoc bohatera doprowadza do aresztowania matki Pawła. Sąsiedzi zarzucają mu, że nie tylko nie potrafi uratować „obcych”, ale jeszcze naraża „swoich”.
- (IV) Paweł należy do antybolszewickiej partyzantki pod dowództwem Korwina. Dowiaduje się, że zabito partyzantów z oddziału Kmicica. Zostaje wydany wyrok na zdrajcę, który do tego doprowadził. Ma nim rzekomo być miejscowy nauczyciel (ten sam, którego bohater chciał ostrzec przed szaulisami). Paweł zgadza się dokonać egzekucji. Po drodze Korwin opowiada bohaterowi o swoim bracie, komuniście, na którym chciałby się zemścić.
- (VI) Bohater wykonuje wyrok na zdrajcy, ale nie chce zabić, więc próbuje strzelić niecelnie. Nauczyciel jest prawdopodobnie bratem Korwina, a egzekucja tylko sposobem wywarcia na nim osobistej zemsty i nie ma nic wspólnego z oddziałem Kmicica.
- (I) Po wojnie bohater ma złożyć samokrytykę na zebraniu partyjnym. Przed wejściem do budynku jest świadkiem samobójstwa młodego mężczyzny, który rzuca się pod tramwaj.
- (III) Po złożeniu samokrytyki Paweł jest przesłuchiwany w sprawie wykonanego przez siebie w czasach partyzanckich wyroku.

## Konstrukcja powieści
Powieść łączy w sobie dwa plany czasowe – wydarzenia teraźniejsze wywołują u bohatera wspomnienia przeszłości, a one prowadzą go z kolei do innych wspomnień. Wydarzenia aktualne dla bohatera relacjonowane są za pomocą pierwszej osoby czasu przeszłego, natomiast wydarzenia z przeszłości częściowo w pierwszej osobie czasu teraźniejszego (samokrytyka w partii, egzekucja, niesubordynacja w partyzantce), a częściowo w drugiej osobie czasu przeszłego (egzamin gimnazjalny, aresztowania dokonywane przez szaulisów, uderzenie oficera). Te różnice gramatyczne wskazują na doniosłość danych wydarzeń dla bohatera – czas przeszły pierwszej osoby stosowany jest dla opisu wydarzeń, do których ma on pewien dystans, teraźniejszy – dla opisu tego, co szczególnie mocno przeżywa, a druga osoba czasu przeszłego stosowana jest do nakreślenia zdarzeń kluczowych dla biografii bohatera, których nie byłby w stanie przeżyć bez rozszczepienia się na osobę, która przeżywa i osobę, która wyjaśnia wydarzenia. 
Wspomnienia nie pojawiają się w porządku chronologicznym, ale wywoływane są konkretnymi skojarzeniami z teraźniejszości bohatera. Niektóre epizody z przeszłości rozbite są na dwie cząstki wspomnieniowe, dzięki czemu autor ułożył kolejne retrospekcje w porządku okalającym. W takim porządku kolejne wspomnienia lub ich fragmenty pojawiają się w powieści:
- samokrytyka – aresztowania szaulisów – samokrytyka;
- egzekucja – uderzenie oficera – egzekucja;
- samowola w partyzantce – egzamin gimnazjalny – samowola w partyzantce.

## Poetyka snu
Dla kompozycji powieści istotny jest motyw snu. Wskazuje na to już tytuł nawiązujący do książek zawierających interpretacje marzeń sennych. Tytuł nie oznacza jednak próby interpretacji współczesnych marzeń, ale wskazuje na współczesność jako na specyficzny czas „senności”. Sen stanowi również ramę dla utworu: książka rozpoczyna się od ocknięcia się bohatera po nieudanej próbie samobójczej i jego niepewności co do realności otaczającego świata (Nie otwierałem oczu i nie wiedziałem jak rozbudzony jestem z przedwieczornego snu), kończy natomiast motywem obudzenia (pomyślałem, że oto za chwilę obudzę się, wydźwignę z dusznego snu). W powieści pojawia się także wiele określeń wskazujących na sen i senność (senny upał, senna atmosfera prowincji, senne ruchy). Również pewne niekonsekwencje fabularne i niemożliwość dokładnego zlokalizowania miejsca akcji, umiejscawiają wydarzenia fabularne poza obszarem jawy. Taka konstrukcja powieści ma umożliwić bohaterowi swobodne poruszanie się pomiędzy przeszłością a teraźniejszością, stworzyć dogodne warunki (świadomość rozluźniona snem) do pojawiania się wspomnień i ich nakładania się na wydarzenia obecne.

## Miejsce akcji

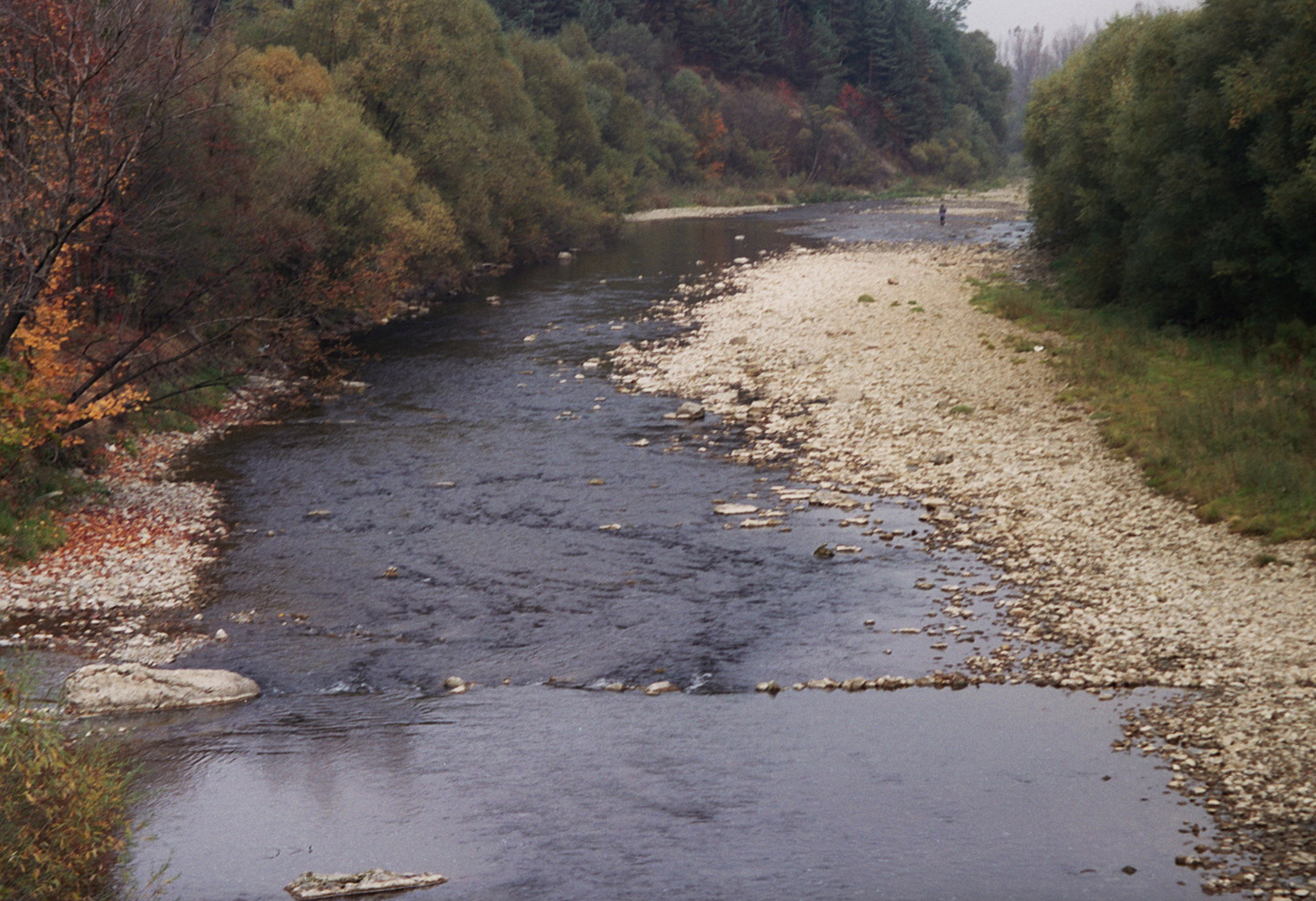
Akcja powieści toczy się nad rzeką Sołą

Akcja powieści dzieje się w małym miasteczku nad rzeką, w którym buduje się właśnie bocznicę kolejową. Jest ono zamieszkane prawie wyłącznie przez przesiedleńców, brakuje w nim również młodych. Informacje pozwalające zlokalizować tę miejscowość są niekonsekwentne i sprzeczne:
- miejscowość znajduje się nad rzeką Sołą. W rzeczywistości jednak płynie ona na północ, a nie, jak twierdzi bohater, na południe. Położenie tej rzeki nie zgadza się również ze wskazanymi w powieści wydarzeniami historycznymi: kozackimi masakrami w okolicy, śladami (mogiły i krzyżyk) po powstańcach styczniowych – żadne z tych wydarzeń nie mogło mieć miejsca nad rzeczywistą Sołą[7];
- informacja o budowie tamy mogłaby lokalizować miejscowość w okolicach mieszczącej się nad Sołą wsi Tresny, gdzie w latach 1960–1966 rzeczywiście budowano elektrownię wodną[7];
- w okolicy powieściowego miasta znajdują się miejscowości: Zajelniaki i Podjelniaki. Są to miasta rzeczywiste, mieszczące się jednak w okolicach Wilna, a nie w okolicach rzeki Soły[7].